# Lambda Persei
Lambda Persei (47 Persei) é uma estrela na direção da constelação de Perseus. Possui uma ascensão reta de 04h 06m 35.06s e uma declinação de +50° 21′ 04.9″. Sua magnitude aparente é igual a 4.25. Considerando sua distância de 346 anos-luz em relação à Terra, sua magnitude absoluta é igual a −2.22. Pertence à classe espectral A0IVn.